# Gara Nocrich
Gara Nocrich a fost o stație de cale ferată de pe linia Agnita, în comuna Nocrich, județul Sibiu, România. Gara a fost deschisă în 1910 și închisă în 2001. Clădirea gării și calea ferată au fost protejate și încă există.